# Paraplectana kittenbergeri
Paraplectana kittenbergeri là một loài nhện trong họ Araneidae.
Loài này thuộc chi Paraplectana. Paraplectana kittenbergeri được Lodovico di Caporiacco miêu tả năm 1947.